# Vino
Vino je alkoholno piće koje se proizvodi fermentacijom grožđa, ploda biljke vinove loze (lat. Vitis Vinifera), ali se može dobiti i od drugog voća, a ponekad i od žitarica. Jedan je od najstarijih poljoprivrednih proizvoda.
Kemijska uravnoteženost grožđa omogućava prirodnu fermentaciju bez dodataka šećera, kiselina, enzima, vode ili bilo kojih drugih sastojaka. U procesu fermentacije, koji se još naziva i alkoholno vrenje, kvasac se hrani šećerom iz grožđa i pretvara ga u alkohol i ugljični dioksid. Vino je jedno od najpopularnijih alkoholnih pića u svijetu, a smatra se i jednim od najvažnijih sastojaka europskih i svih mediteranskih kuhinja.
Vina koja se rade od drugih sastojaka osim grožđa obično dobivaju ime po sirovini koja se koristi prilikom procesa fermentacije. Na primjer, postoji vino od kupine, vino od aronije, vino od jabuke, vino od šljive i mnoga druga koje nazivamo voćnim vinima. Postoji i vino od riže koje je popularno na Dalekom Istoku, a koristi se kao napitak i u kulinarstvu. Postoje i pića koja se ne dobivaju procesom fermentacije osnovne sirovine tako da se ne mogu smatrati vinima, ali ih se tako naziva, primjerice ružino vino.
Spoj biokemijskih osobina grožđa i kvasca, uvjeta u kojima se odvija proces fermentacije i ljudskog utjecaja na cjelokupni proces prerade, fermentacije i kasnije skladištenja rezultira izuzetno kompleksnim sastavom vina koje može sadržavati na desetke tisuća različitih kemijskih spojeva u različitim omjerima. Na kvalitetu i organoleptička svojstva vina kao i na udio alkohola u vinu, osim podvrste kvasca te kemijskih i fizikalnih parametara procesa fermentacije, a kasnije i skladištenja fermentiranog proizvoda, značajno utječu i karakteristike grožđa kao sirovine za proizvodnju vina. Same karakteristike grožđa variraju ne samo prema sorti vinove loze koju uzgajamo, već su bitni i tlo na kojem vinova loza raste, način obrade tla i uzgoja vinove loze, udio šećera u plodu u vrijeme berbe kao i opći klimatski uvjeti na području gdje se vinova loza uzgaja. Iz tih razloga vina obično označavamo po sorti vinove loze od koje su dobivena, geografskom porijeklu (apelaciji) i godištu berbe.

## Podjela vina
Najpopularnija i najjednostavnija podjela vina je po boji. Tako poznajemo bijelo, ružičasto (roze) i crveno (crno) vino. Boju vina najčešće određuje boja bobica grožđa od kojeg se vino dobiva, ali postoje i iznimke kada se bijela ili ružičasta boja vina dobiva specifičnim načinom proizvodnje od bobica crnih sorti pri kojem se odvaja opna bobice koja sadrži tamni pigment.
Znanost koja se bavi proučavanjem svih aspekata vina i vinarstva zove se enologija. Uzgoj vinove loze kao poljoprivredne kulture proučava se u okviru poljoprivredne grane vinogradarstva. Procesom proizvodnje vina bavi se vinarstvo, a skladištenjem i čuvanjem podrumarstvo.

## Proizvodnja
Svjetska proizvodnja vina procjenjuje se godišnje na 25 milijarda litara. Iako u posljednje vrijeme proizvodnja vina u SAD-u i Južnoj Americi raste, glavni centri proizvodnje vina ostaju u Europi (Francuska, Italija), Hrvatska kao mediteranska zemlja također ima razvijenu industriju vina.
Prema podatcima iz 2005. godine, 10 najvećih izvoznika su: Italija, Francuska, Španjolska, Australija, Čile, Južna Afrika, SAD, Njemačka, Moldavija iPortugal. Srbija je na 27. mjestu, BiH na 39. mjestu, a Hrvatska na 40. mjestu.

### Fermentacija
Vinogadarstvo je grana poljoprivrede koja postoji od davnina,a kultura proizvodnje vina održala se stoljećima. Proces proizvodnje vina je sljedeći: Ubrano grožđe iz vinograda se prvo gazi tako da se iscijedi sok a kasnije se ljuska dijeli od tekućine (ljuska se može iskoristiti za pravljenje rakije ili sl.). Tekućina-"mošt" (koja je većim postotkom šećer) se ostavlja u bačvama gdje na određenoj temperaturi uz djelovanje kvašćevih gljivica fermentira (događa se alkoholno vrenje ili fermentacija). Tako se šećer pretvara u alkohol i tekućina postaje vino. Napomena: Nekoliko tjedana prije procesa traje period karence. U tom se periodu grožđe ne smije prskati otrovima jer bi na taj način dospjeli u vino.

## Kiseline
U vinu se uglavnom pojavljuju ove kiseline iz dviju skupina, hlapljivih i nehlapljivih. Ako postotni udio prijeđe određeni prag, ovisno o vrsti vina, vina smatramo bolesnim.
Hlapljive kiseline su prema tome nepoželjna vrsta i pokazatelj su bolesnosti vina. Popratni učinak nazočnosti tih kiselina jest da vino tad obično neke neprirodne osobine, na primjer mutno je, miriše po octu ili je okusa po kiselom zelju i ostalo. Ovu skupinu najviše zauzima octena kiselina. Pri mjerenjima hlapljivih kiselina, mora se odrediti udio sumporaste kiseline pa od ukupnog pokazatelja odbiti njen udio. Razlog je što jako sumporeno vino sadrži naizgled više hlapljivih kiselina što zavarava aparaturu jer se radi o većoj postotnoj zastupljenosti sumporaste kiseline.
Problem u svezi s ovim su bolesne bačve odnosno pljesnivost bačava.
Druga skupina kiselina su tako zvane nehlapljive kiseline. One se prirodno nalaze u zdravom vinu, ali do određenih granica. Kiseline koje su nazočne u ovoj skupini su: vinska, jabučna, jantarna, a djelimice i mliječna i limunska. Prelazak dopustivog praga javlja se ako se vino dobilo od nezrelog grožđa. Zbog viška tih kiselina, vino se mora ponekad otkiseliti. Kiselina koje je obično viška jest jabučna kiselina. Ponekad se događa obrnuta situacija. U južnim hrvatskim krajevima ponekad se dogodi da vina sadrže premalu količinu nehlapljivih kiselina, pa je nekad dopustivo dodati kiseline vinu, a obično se dodaje vinska kiselina.

## Potrošnja
Potrošnja vina u Hrvatskoj po glavi stanovnika iznosi oko 28 litara godišnje, što je u europskom prosjeku. U Europi najviše vina popiju Francuzi s prosjekom od 46 litara godišnje. Na regionalnoj razini, potrošnja na kontinentu je manja od one u Primorju i Dalmaciji. Prosječna proizvodnja u Hrvatskoj iznosi prema procjenama 1,2 milijuna hektolitara godišnje. Uvoz je znatno veći od izvoza. U prosjeku uvezemo 140 000 hektolitara godišnje, a izvezemo oko 25 000 litara. Izvoz je iz godine u godinu u blagom padu, dok uvoz raste.

## Skladištenje
Vinski podrumi ili vinske sobe, ako se nalaze iznad zemlje su mjesta dizajnirana za skladištenje i dozrijevanja vina. U "aktivnim" vinskim podrumima, temperatura i vlažnost zraka u prostoriji se zadržava klima uređajima. "Pasivni" vinski podrumi nisu kontrolirani klima uređajima i najčešće se nalaze u zemlji. Zato što je vino prirodan, pokvarljiv prehrambeni proizvod osjetljiv je na toplinu, svjetlost, vibracije te kolebanja temperature i vlažnosti. Kada je pravilo skladišteno, vino svoju kvalitetu može očuvati, a u nekim slučajevima s godinama i poboljšati, no to se odnosi na jako mali postotak svjetskih vina (tek oko 5%). Temperatura od 12oC se smatra idealnom, ali može se tolerirati od 10oC do 14oC. Viša temperatura ubrzava starenje i time vino brže gubi na kvaliteti.    
Hladnjaci za vino su manja alternativa vinskim podrumima i dostupni su od malih kapaciteta 16 butelja do velikih koji mogu pohraniti 400 butelja. Vinski hladnjaci nisu idealni za starenje, nego za serviranje na temperaturi primjerenoj za konzumiranje.
Najveća vinarija na svijetu je Mileștii Mici u Moldaviji, koja ima trenutno u upotrebi vinske podrume duge 55 kilometara i gotovo 2 milijuna boca.

## Hrvatska vina
Hrvatska vina imaju povijest koja datira još iz doba drevnih grčkih doseljenika i njihove proizvodnje vina na južnodalmatinskim otocima Visu, Hvaru i Korčuli prije 2500 godina. Poput drugih starih svjetskih proizvođača vina, u hrvatskoj još uvijek preživljavaju tradicionalne sorte grožđa, savršeno prilagođene njihovim lokalnim vinskim brežuljcima. Suvremene metode proizvodnje vina preuzete su u većim vinogradima, a prihvaćene su i vinske norme EU, čime se jamči kvaliteta vina.

## Vanjske poveznice
- Croatian Wine Organization  Arhivirana inačica izvorne stranice od 10. srpnja 2017. (Wayback Machine)